# Велика Шишівка (річка)
Велика Шишівка — річка у Шахтарському та Амвросіївському районах Донецької області, ліва притока Кринки.

## Опис
Довжина річки 15  км., похил річки — 10 м/км. Формується з багатьох безіменних струмків та водойм. Площа басейну 93,8 км².

## Розташування
Велика Шишівка бере початок на північному заході від села Велика Шишівка. Тече переважно на південний схід. Протікає через село Свистуни і на околиці Сіятеля впадає у річку Кринку, праву притоку Міуса.
У селі Велика Шишівка річку перетинає автошлях Т 0517.